# Mārtiņš Roze
Pour les articles homonymes, voir Roze.
Mārtiņš Roze (né le 28 septembre 1964 à Riga et mort le 8 septembre 2012) est un homme politique letton. 
Diplômé de l'université de Lettonie et membre du parti de l'union des paysans de Lettonie, il exerce la fonction de ministre de l'Agriculture de 2002 à 2009.